# Sakeerin Teekasom
Sakeerin Teekasom (thailändisch ซากีรีน ตีกาสม, * 27. Februar 1990 in Satun), auch als Cristian (thailändisch คริสเตียน) bekannt, ist ein thailändischer Fußballspieler.

## Karriere
Sakeerin Teekasom erlernte das Fußballspielen in der Jugendmannschaft vom Satun United FC. Hier stand er bis Ende 2010 unter Vertrag. Der Verein spielte in der dritten Liga, der damaligen Regional League Division 2. Hier trat man in der Southern Region an. Über die Drittligisten Lamphun Warrior FC (2011) und Pattani FC (2012) wechselte er 2013 zum Erstligisten Songkhla United. Mit dem Verein aus Songkhla spielte er in der ersten Liga des Landes, der Thai Premier League. Hier absolvierte er 34 Erstligaspiele. Ende 2014 musste er mit Songkhla in die zweite Liga absteigen. Nach dem Abstieg wechselte er für ein Jahr zum Zweitligisten Chiangmai FC nach Chiangmai. Die Hinserie 2016 stand er beim Erstligisten Chiangrai United in Chiangrai unter Vertrag. Die Rückserie spielte er beim ebenfalls in der ersten Liga spielenden Buriram United aus Buriram. Mit Buriram gewann er 2016 den Thai League Cup und die Mekong Club Championship. Ligakonkurrent Bangkok Glass nahm ihn Anfang 2017 unter Vertrag. Hier spielte er bis Mitte 2018. Die Rückserie 2018 verpflichtete ihn der Erstligist Navy FC. Ende der Saison musste er mit dem Verein aus Sattahip in die zweite Liga absteigen. 2019 spielte er bei den Zweitligisten BG Pathum United FC und JL Chiangmai United FC. Anfang 2020 unterschrieb er einen Vertrag bei seinem ehemaligen Verein, dem Drittligisten Pattani FC. Mit dem Verein aus Pattani spielte er in der dritten Liga, der Thai League 3. Mit dem Verein trat er in der Lower Region an. Über den Drittligisten Maejo United FC wechselte er im Mai 2021 zum Zweitligisten Phrae United FC. Mit dem Verein aus Phrae spielte er 19-mal in der zweiten Liga. Nach Saisonende 2021/22 wurde sein Vertrag nicht verlängert. Der Drittligist Jalor City FC aus Yala nahm ihn zu Beginn der Saison 2022/23 unter Vertrag. Mit Jalor spielte er 20-mal in der Southern Region der Liga. Nach einer Saison wechselte er im Sommer zum ebenfalls in der Southern Region spielenden Nara United FC. Für den Verein aus Nara bestritt er fünf Ligaspiele. Im Dezember 2023 wechselte er zum Ligakonkurrenten Muangtrang United FC. In der Rückrunde bestritt er zehn Ligaspiele in der Southern Region für den Verein aus Trang. Ende Juli 2024 kehrte er zu seinem ehemaligen Verein Maejo United FC zurück. Nach sieben Ligaspielen in der Northern Region wurde sein Vertrag im Mitte Dezember 2024 nicht verlängert. Im gleichen Monat wechselte er in die Southern Region. Hier schloss er sich in Pattani dem Pattani FC an. Am Ende der Saison 2024/25 belegte er mit Pattani den zweiten Platz und qualifizierte sich für die Aufstiegsspiele zur zweiten Liga. Hier belegte man den dritten Platz und stieg somit in die zweite Liga auf. Nach dem Aufstieg wurde sein Vertrag nicht verlängert.

## Erfolge
Buriram United
- Thailändischer Ligapokalsieger: 2016
- Mekong Club Championship: 2016